# Психологија маркетинга
Психологија маркетинга је грана примењене психологије, која се бави проучавањем многоструких, динамичних, узајамних, реципрочно детерминисаних процеса и односа у размени са циљем да се омогући и олакша усклађивање потреба, жеља и циљева потрошача са једне и циљева организације са друге стране.
Задатак психологије маркетинга је да кроз креативну размену допринесе обостраној користи – очувању психофизичког здравља и задовољства потрошача, али и остваривању циљева организације.